# Vimbodí
Vimbodí är en kommunhuvudort i Spanien.   Den ligger i provinsen Província de Tarragona och regionen Katalonien, i den östra delen av landet, 400 km öster om huvudstaden Madrid. Vimbodí ligger 489 meter över havet och antalet invånare är 1 030.
Terrängen runt Vimbodí är huvudsakligen kuperad, men den allra närmaste omgivningen är platt. Runt Vimbodí är det ganska tätbefolkat, med 60 invånare per kvadratkilometer. Närmaste större samhälle är Montblanc, 9,6 km öster om Vimbodí. 